# Stueng Trang
Stueng Trang es uno de los 16 distritos que forman la provincia camboyana de Kompung Cham, con una población estimada en marzo de 2008 de 118 907 habitantes. Está dividido en las siguientes  comunas (khum), que se muestran asimismo con población estimada de 2008:
- Areaks Tnaot 8,581
- Dang Kdar 12,295
- Khpob Ta Nguon 6,795
- Me Sar Chrey 12,941
- Ou Mlu 10,310
- Peam Kaoh Sna 9,754
- Preaek Bak 8,761
- Preaek Kak 28,788
- Preah Andoung 2,064
- Soupheas 10,266
- Tuol Preah Khleang 4,813
- Tuol Sambuor 3,539[1]